# ذخیره‌گاه دولتی قزل‌آغاج

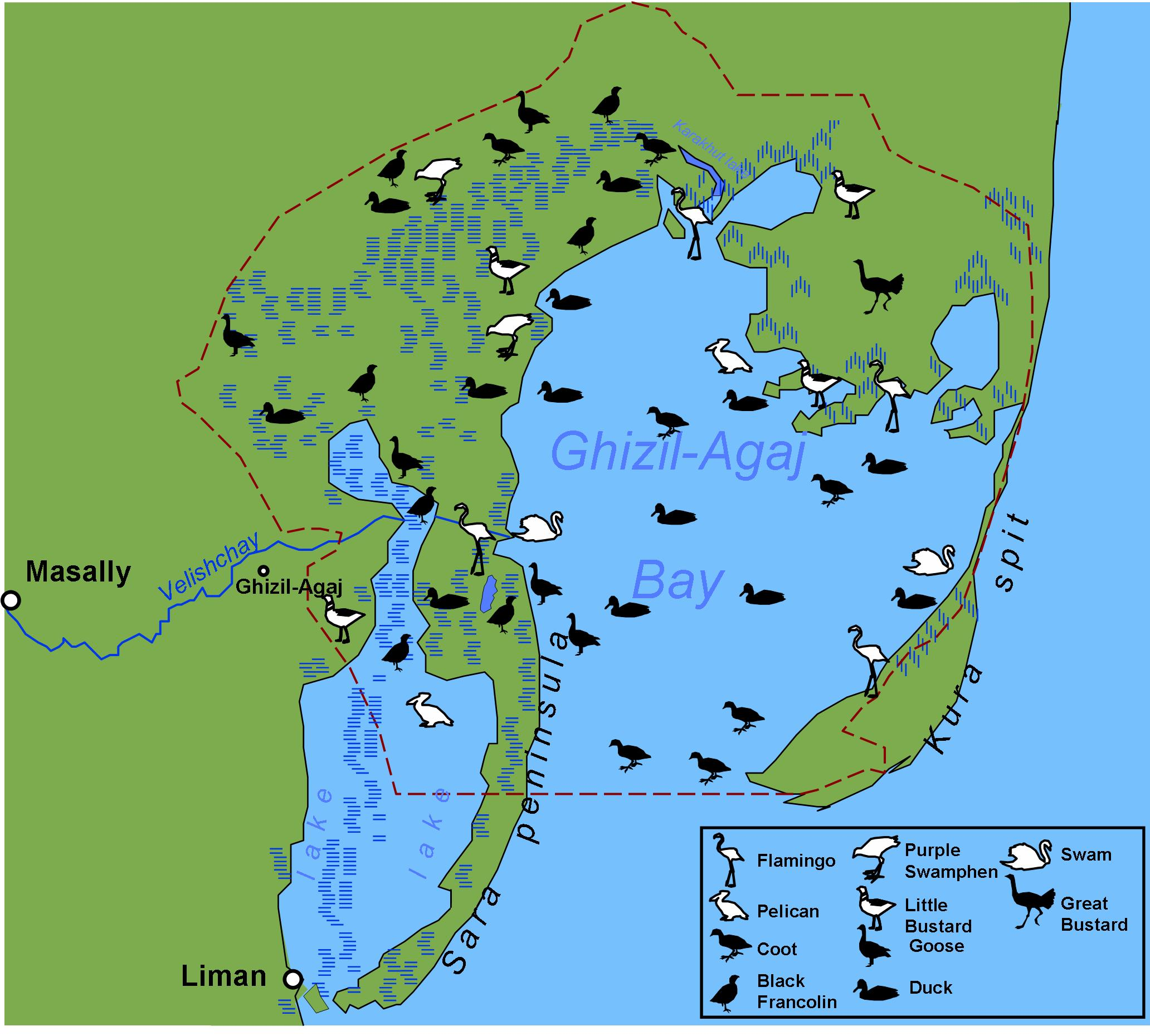
ذخیره‌گاه دولتی قزل‌آغاج

ذخیره‌گاه دولتی قزل‌آغاج (به ترکی آذربایجانی: Qızılağac dövlət qoruğu)، به‌معنای درخت طلایی، یکی از ذخیره‌گاه‌های دولتی واقع در جمهوری آذربایجان است که در کرانه دریای کاسپین قرار گرفته است. این ذخیره‌گاه در ۳ ژوئیه ۱۹۲۹ توسط کمیته حفاظت از آثار باستانی و هنری جمهوری آذربایجان در مساحت ۸۸۴ کیلومتر مربع در خلیج قزل‌آغاج در ساحل جنوب‌غربی دریای کاسپین افتتاح شد. این ذخیره‌گاه از نظر اداری در شهرستان لنکران در جنوب‌شرقی جمهوری آذربایجان قرار گرفته است.

## ایجاد
ذخیره‌گاه دولتی قزل‌آغاج به منظور نگه‌داری و ایجاد شرایطی برای زمستان‌گذرانی و لانه‌سازی پرندگان مهاجر، باتلاقی و وحشی در سال ۱۹۲۹ ایجاد شد. همراه با این ذخیره‌گاه، منطقه کوچک طبیعی قزل‌آغاج با مساحت ۱۰/۷۰۰ هکتار نیز وجود دارد. قزل‌آغاج نخستین ذخیره‌گاه کشور و با توجه به تأسیس آن سومین ذخیره‌گاه محسوب میشود.
این ذخیره‌گاه، همراه با پارک ملی آق‌گل در فهرست کنوانسیون یونسکو رامسر در مورد مناطق باتلاقی با اهمیت بین‌المللی به‌عنوان محل زندگی پرندگان قرار گرفتند.

## گیاهان و جانوران
بیشتر گونه‌های پرندگان موجود در کتاب قرمز آذربایجان در مناطق ذخیره و مجاور وجود دارند. این ذخیره‌گاه دارای ۲۴۸ گونه پرنده است. پستاندارانی مانند گراز وحشی، گرگ، گربه وحشی، گورکن، سمور، روباه و ... در این ذخیره‌گاه زندگی می‌کنند. همچنین ۵۴ گونه ماهی در حوضه آبی آن وجود دارند از جمله شاه‌ماهی، ماهی سفید، کپور، اسبله، سوف دریایی، ماهی سیم، کفال راه‌راه.

### پرندگان
| تصویر | نام (نام محلی)                                | نام علمی                | تصویر | نام (نام محلی)                       | نام علمی                    |
| ----- | --------------------------------------------- | ----------------------- | ----- | ------------------------------------ | --------------------------- |
|       | فلامینگوی بزرگتر ( Qızılqaz )                 | Phoenicopterus roseus   |       | زنگوله‌بال ( Bəzgək )                 | Tetrax tetrax               |
|       | پلیکان سفید بزرگ ( Çəhrayı qutan )            | Pelecanus onocrotalus   |       | طاووسک ( Sultan toyuğu )             | Porphyrio poliocephalus     |
|       | پلیکان پاخاکستری ( Qıvrımlələk qutan )        | Pelecanus crispus       |       | عروس‌غاز ( Qırmızıdöş qaz )           | Branta ruficollis           |
|       | لک‌لک سیاه ( Qara leylək )                     | Ciconia nigra           |       | اردک مرمری ( Mərmər cürə )           | Marmaronetta angustirostris |
|       | کفچه‌نوک اوراسیایی ( Ərsindimdik )             | Platalea leucorodia     |       | قوی گنگ ( Fısıldayan qu )            | Cygnus olor                 |
|       | عقاب دریایی دم‌سفید ( Ağquyruq dəniz qartalı ) | Haliaeetus albicilla    |       | قو بیویک ( Kiçik qu )                | Cygnus columbianus bewickii |
|       | عقاب شاهی ( Məzar qartalı )                   | Aquila heliaca          |       | خروس کولی دشتی ( Qırıldayan cüllüt ) | Vanellus gregarius          |
|       | عقاب طلایی ( Berkut )                         | Aquila chrysaetos       |       | (Ağquyruq çökükburun)                | Vanellus leucurus           |
|       | دراج سیاه ( Turac )                           | Francolinus francolinus |       | ( Çöl haçaquyruq cüllütü )           | Glareola pratincola         |
|       | میش‌مرغ ( Dovdaq )                             | Otis tarda              |       |                                      |                             |